# Giunone (nome)
Giunone  è un nome proprio di persona italiano femminile.

## Varianti in altre lingue
- Esperanto: Junono
- Francese: Junon
- Inglese: Juno
- Latino: Iuno
- Polacco: Junona
- Tedesco: Juno

## Origine e diffusione
Il significato certo è ignoto.

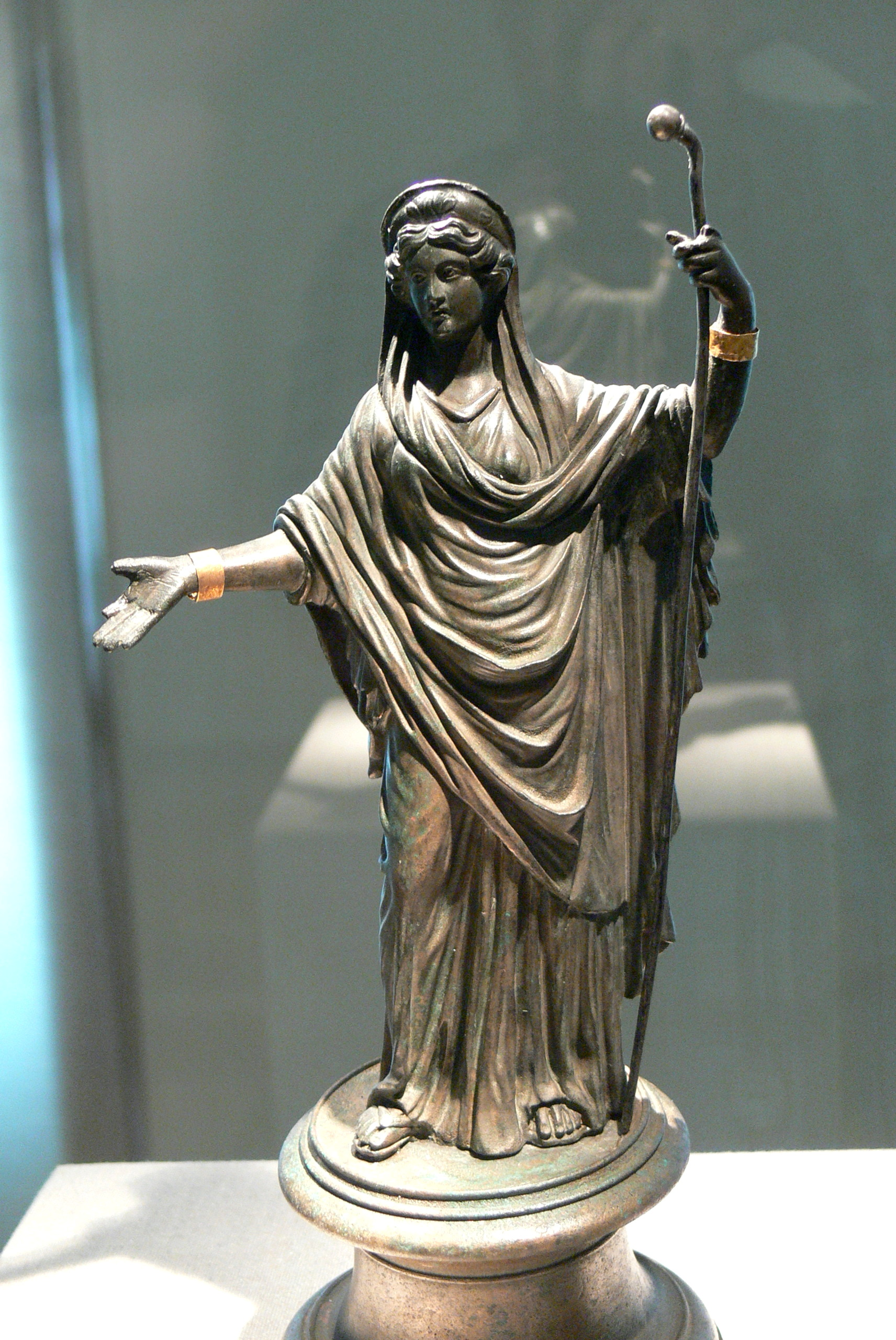
Statuetta in bronzo di Giunone, al museo romano di Weißenburg

Le varie interpretazioni lo ricollegano ad una radice indoeuropea che significa "giovinezza", col significato quindi di "la giovane" (in tal caso ha significato affine ai nome Ebe, Owen e Giovenale), o forse ad una non meglio identificata origine etrusca. Altre ipotesi, che non forniscono però un'etimologia chiara, ne indicano il significato con "forza vitale".
Giunone era la controparte romana di Era, moglie di Giove, dea delle donne e del matrimonio. Il nome italiano è in disuso, mentre ha leggermente più fortuna la variante straniera "Juno". Derivati da Giunone sono i nomi Giunio e June.

## Onomastico
Il nome è adespota, cioè non è portato da alcuna santa, quindi l'onomastico ricade il 1º novembre ad Ognissanti.

## Persone

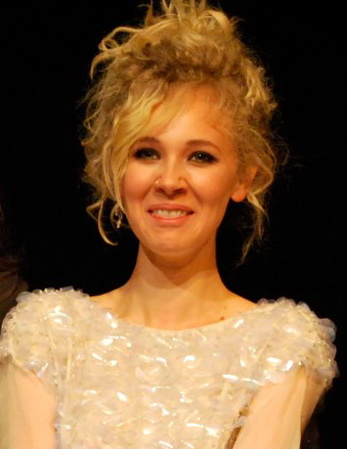
Juno Temple

### Variante Juno
- Juno Frankie Pierce, insegnante e suffragetta statunitense
- Juno Jean Stover-Irwin, tuffatrice statunitense
- Juno Temple, attrice britannica

## Il nome nelle arti
- Juno Eclipse è un personaggio del videogioco Star Wars: Il potere della Forza.
- Juno MacGuff è la protagonista del film del 2007 Juno, diretto da Jason Reitman.

## Toponimi
- 3 Juno è un asteroide della fascia principale.